# ヤロスラフ2世 (ウラジーミル大公)
ヤロスラフ・フセヴォロドヴィチ（Ярослав II Всеволодович、1191年2月8日 - 1246年9月30日）は、フセヴォロド3世の子、母はチェコ公女マリヤ。キエフ大公としてはヤロスラフ3世と数えられる。ペレヤスラヴリ・ザレスキーで生まれる。ペレヤスラヴリ公、ノヴゴロド公、キエフ大公（1236年）を歴任。兄ユーリー2世の死後、ウラジーミル大公（1238年 - 1246年）。

## 生涯
- 1201年に、父フセヴォロドにより、ペレヤスラヴリ・ルースキーの公に据えられる。
- 1204年に、ステップ遊牧民のポーロヴェツ人（クマン人）と戦った。
- 1223年にノヴゴロド公になるが、すぐに追放される。しかし、ライヴァルのチェルニゴフ公ミハイルを破り、1229年に再度ノヴゴロド公に。
- 1234年にドルパト（ユーリエフ）において、リヴォニア帯剣騎士団を破る[1][注 1]。
- 1236年には、ノヴゴロド軍と共にキエフに来たる。しかし、すぐに撤退。
- 1238年に兄ユーリーの戦死の後、1243年、バトゥによりサライの宮廷に召喚され、ウラジーミル大公位に任じられ「ルーシ諸公の長老」としての権威を認められる。
- 1246年にグユクの大ハーン即位式に赴いた先のカラコルムにて死去。モンゴルにより毒殺されたという話が同時代の年代記で伝わる。

## 子女
ヤロスラフは1205年頃にクマン族のハンであるユーリー・コンチャーコヴィチの娘と最初の結婚をした。この妃はキプチャク族の血を引いており、トルコ系の好戦的な遊牧民との同盟を構築するためであった。彼はその後、1214年にノヴゴロド公ムスチスラフとクマンの君主コチャン・ハンの娘との間に生まれたロスチスラヴァと再婚したが、2年後には離別している。
1218年、ヤロスラフはリャザンのイーゴリ・グレボヴィチ公子の娘フェオドシヤを3度目の妻に迎えた。彼女の父イーゴリ・グレボヴィチはリャザン大公グレプ・ロスティスラヴィチの次男で、母アガフィヤはロスチスラフ1世の娘である。彼女との間には少なくとも12人の子供をもうけた。
- フョードル(ru)（1219年 - 1233年6月5日） - チェルニゴフ公家の公女エウフロシニヤの許嫁となった。彼女はキエフ大公ミハイル2世とハールィチ・ヴォルィーニ公国の公女マリヤ・ロマノヴナとの間に生まれた娘だが、結婚式の前日に死去した。
- アレクサンドル・ネフスキー（1220年5月30日 - 1263年11月14日）
- アンドレイ2世（ロシア語版、英語版）（1222年頃 - 1264年）
- ミハイル・ホロブリト（ロシア語版、英語版）
- ダニール（? - 1256年）
- ヤロスラフ3世（? - 1271年9月9日）
- コンスタンチン(ru) - ガーリチ（ガーリチ・メルスキー）およびドミトロフの公
- マリヤ（1240年 - ?）
- ヴァシーリー（1241年 - 1276年）
- アファナシー
- エウドキヤ
- ウリヤナ